# Marie-Josée Roig
Pour les articles homonymes, voir Roig.
Marie-Josée Roig, née le 12 mai 1938 à Perpignan (Pyrénées-Orientales) et morte le 7 août 2024 à Avignon (Vaucluse), est une femme politique française. 
Maire RPR puis UMP d'Avignon de 1995 à 2014, elle est également présidente de la communauté d'agglomération du Grand Avignon depuis sa création en 2001 jusqu'en 2014.
Elle est députée du Vaucluse de 1993 à 1997, puis de 2002 jusqu'à son entrée au gouvernement le 31 mars 2004 comme ministre de la Famille et de l'Enfance. Elle devient ensuite ministre déléguée à l'Intérieur du 29 novembre 2004 au 31 mai 2005, avant de retrouver les bancs de l’Assemblée nationale pour la 1re circonscription de Vaucluse entre 2007 et 2012.

## Biographie

### Jeunesse et formation
Marie-Josée Roig, née Méliorat, est la fille d'une mère institutrice et d'un père typographe au quotidien régional L'Indépendant. Elle étudie à la faculté de lettres de Montpellier. Elle obtient une licence en lettres et un diplôme de philologie romane.
Elle commence sa carrière en 1963 comme professeure de lettres au lycée Alphonse-Daudet de Nîmes.
L'année suivante, elle épouse le gynécologue Jean-Sébastien Roig.

### Carrière politique
Marie-Josée Roig rejoint le RPR après sa création en 1976. Elle est élue conseillère municipale d'Avignon en 1983 sur la liste de Jean-Pierre Roux, dont elle devient l'adjointe chargée de la culture.
Elle est élue députée sous l'étiquette RPR pour la première fois en 1993, dans la 1re circonscription de Vaucluse face à Jean-Pierre Roux, candidat de droite dissident. Deux ans plus tard, en juin 1995, elle est élue maire d'Avignon.
Lors des élections législatives de 1997, elle est candidate à sa réélection. Elle est battue par Élisabeth Guigou à l'issue d'une triangulaire.
Elle est réélue maire d'Avignon en mars 2001 face à Élisabeth Guigou et de nouveau en mars 2008,.
Lors des élections législatives de 2002, elle retrouve son siège de députée par 58,36 % des suffrages face à Cécile Helle et fait partie du groupe UMP, parti politique nouvellement créé. C'est d'ailleurs à ses côtés, à Avignon, que Jacques Chirac choisit d'annoncer publiquement sa candidature à la présidence de la République.
Elle est ministre de la Famille et de l'Enfance de mars à novembre 2004. Le 29 novembre 2004, à la suite du remaniement du gouvernement après l'élection de Nicolas Sarkozy à la présidence de l'UMP, elle est nommée ministre déléguée à l'Intérieur, auprès de Dominique de Villepin, en remplacement de Jean-François Copé. Le 31 mai 2005, ses fonctions prennent fin avec la démission du gouvernement faisant suite au résultat du référendum relatif au traité constitutionnel européen.
Lors des élections législatives de 2007, elle parvient à se faire réélire députée de la 1re circonscription de Vaucluse avec 56,71 % des voix, face à Michèle Fournier-Armand.
Elle figure en dernière position sur la liste vauclusienne de Thierry Mariani pour les élections régionales de mars 2010 en Provence-Alpes-Côte d'Azur.
En janvier 2012, elle annonce publiquement son intention de ne pas se représenter aux législatives de juin 2012 dans la 1re circonscription de Vaucluse. Elle indique être candidate à sa propre succession à Avignon pour les municipales de 2014 puis se ravise en décembre 2012.
Après la révélation de l'embauche de son fils Jean-Christophe comme assistant parlementaire durant les cinq années de sa dernière législature, et les soupçons d'emploi fictif qu'elle dément, Marie-Josée Roig annonce le 21 octobre 2013, qu'elle ne sera pas présente sur la liste de Bernard Chaussegros, chef d'entreprise, investi en juin par l'UMP afin de conduire une future liste en vue des municipales de 2014 à Avignon,.
S'étant retirée de la vie publique, elle s'établit dans le Gard.

## Synthèse des mandats
- 14 mars 1983 - 19 mars 1989 : adjointe au maire d'Avignon (Vaucluse)
- 20 mars 1989 - 25 juin 1995 : conseillère municipale d'Avignon (Vaucluse)
- 2 avril 1993 - 21 avril 1997 : députée de la 1re circonscription de Vaucluse
- 25 juin 1995 - 5 avril 2014 : maire d'Avignon (Vaucluse)
- 16 mars 1998 - 15 novembre 2002 : conseillère régionale de Provence-Alpes-Côte d'Azur
- 1er janvier 2001 - 5 avril 2014 : présidente de la Communauté d'agglomération du Grand Avignon
- 19 juin 2002 - 30 avril 2004 : députée de la 1re circonscription de Vaucluse (nomination comme membre du gouvernement)
- 31 mars 2004 - 29 novembre 2004 : ministre de la Famille et de l'Enfance
- 29 novembre 2004 - 31 mai 2005 : ministre déléguée à l'Intérieur
- 20 juin 2007 - 20 juin 2012 : députée de la 1re circonscription de Vaucluse

## Décoration
- Officière de la Légion d'honneur, décorée par le président de la République, Jacques Chirac le 19 janvier 2007[18].